# Anderson Varejão
Anderson Varejão (Colatina, 28 de setembro de 1982), mais conhecido como Varejão (Brasil) ou Andy (Estados Unidos), é um ex-jogador brasileiro de basquetebol profissional. Com 2,11 metros de altura, ele atuava como pivô. Atualmente é embaixador global e consultor de desenvolvimento de atletas do Cleveland Cavaliers.
Varejão tornou-se o primeiro jogador brasileiro a seguir do basquetebol brasileiro diretamente para um clube estrangeiro de elite, dentro da organização da Federação Internacional (FIBA). Oscar Schmidt, por exemplo, saiu do Brasil para atuar inicialmente no Caserta, time da Segunda Divisão da Itália.
Em 2004, participou do Draft da NBA, tendo sido selecionado pelo Orlando Magic como a 30ª escolha. A partir de então, Varejão jogou na NBA por 13 temporadas seguidas, 12 das quais pelo Cleveland Cavaliers (entre 2004 e 2016). Pela franquia, foram 4.498 pontos, 4.454 rebotes, 712 assistências, 529 roubos de bola e 399 tocos. Anderson deixou o Cleveland Cavaliers no dia 18 de fevereiro de 2016. Varejão é o oitavo jogador que mais atuou pela equipe, com 596 jogos.
Em 2016, Anderson fez história ao tornar-se o primeiro jogador a ter defendido os dois finalistas da NBA em um mesmo ano (Golden State Warriors e Cleveland Cavaliers). No mesmo ano, tornou-se o primeiro brasileiro a estar em três finais da NBA e também o primeiro brasileiro a vencer as duas conferências da NBA.

## Carreira

### Início no Brasil
Nascido em Colatina no Espírito Santo, viveu sua infância no município de Santa Teresa, região serrana do estado. Seu pai era professor da antiga EAFST (Escola Agrotécnica Federal de Santa Teresa), atual Instituto Federal do Espírito Santo. Cresceu em São João de Petrópolis.
Iniciou sua carreira nas categorias de base do Clube de Regatas Saldanha da Gama de Vitória. Entre 1998 a 2002, atuou pelo Franca Basquetebol Clube. Até a metade da temporada 2001-02, Anderson teve uma média de 17,7 pontos, 9,7 rebotes e 3 bloqueios por partida. Estes números despertaram o interesse do Barcelona, que o contratou em janeiro de 2002.

### Barcelona
Varejão assinou com o Barcelona em janeiro de 2002. Com isso, Varejão fez história, tornando-se o primeiro jogador brasileiro a seguir do basquetebol brasileiro diretamente para um clube europeu de elite. Oscar Schmidt, por exemplo, nos anos 80 saiu do Brasil para atuar inicialmente no Caserta, time da Segunda Divisão da Itália. Pelo Barcelona, Varejão foi bicampeão da liga nacional e campeão da Euroliga em 2003 sobre o Benetton Treviso por 76-65.

### Carreira na NBA

#### Draft
Anderson Varejão ficou no radar da NBA em 2002 (quando se inscreveu pela primeira vez no Draft da NBA) a 2004, quando foi draftado pelo Orlando Magic como a 30° escolha, uma posição surpreendente ao levar em conta as projeções de especialistas norte-americanos.
Com um contrato longo com o Barcelona da Espanha, ele não foi liberado para fazer testes nos Estados Unidos em 2002 e 2003. Em 2003, quando os olheiros da liga foram assistir à final da Euroliga em Barcelona, ele não foi bem. Isso fez com que alguns olheiros chegassem a afirmar que ele ainda era muito cru para a NBA.
Em 2004, Anderson não foi inscrito pelo Barça nas finais do Campeonato Espanhol. O tempo "livre" permitiu que ele viajasse para treinar nos Estados Unidos. Sua agilidade e seu poder de dar tocos e pegar rebotes foram decisivos para a Seleção Brasileira.

#### Cleveland Cavaliers

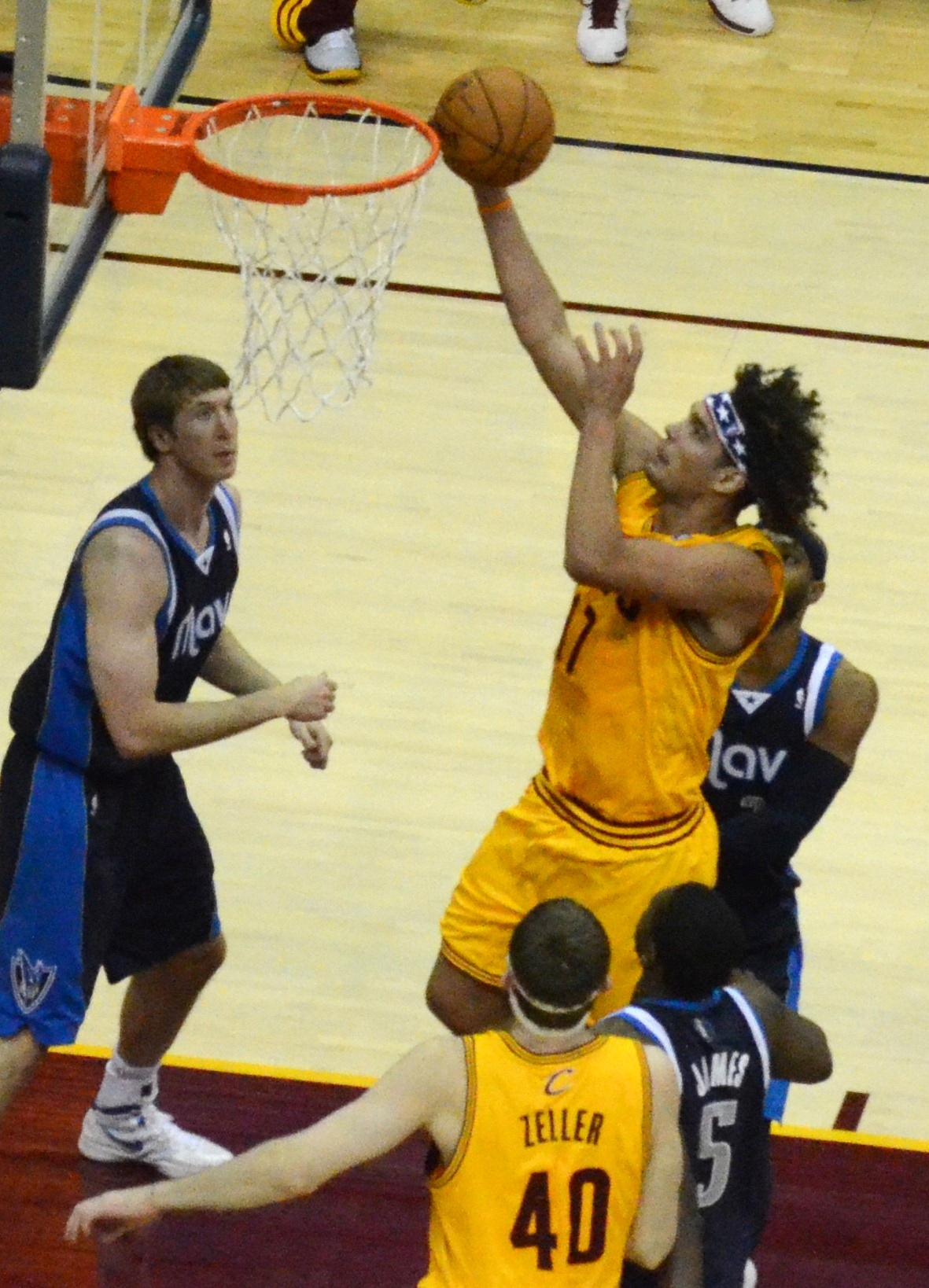
Anderson Varejão em 2012.

Apesar de ter sido draftado pelo Orlando Magic, Anderson foi transferido para o Cleveland Cavaliers no dia 23 de julho de 2004. Graças ao seu interessante penteado, ganhou vários apelidos. Em algumas partidas do Cleveland Cavaliers, torcedores do time assistiam aos jogos usando perucas parecidas com o seu cabelo, para homenagear o jogador brasileiro. Atuando pelo Cleveland Cavaliers, teve a oportunidade de jogar ao lado de grandes estrelas da NBA como LeBron James, Shaquille O'Neal e Kyrie Irving. Em 12 temporadas com a equipe, conquistou dois títulos da Conferência Leste (2007 e 2015) e três títulos da Divisão Central (2009, 2010 e 2015).
Em janeiro de 2010, segundo estatísticas oficiais da NBA, Varejão liderava o ranking da temporada dos jogadores que mais influenciam no saldo de pontos da liga. E mais, entre os top 10 desse ranking, o único que não começava as partidas como titular era justamente Varejão. Muito por conta disso, ao final da temporada 2009-10, Anderson foi eleito para o NBA All-Defensive Team e ficou em terceiro lugar no NBA Sixth Man of the Year.
Em 2012, Anderson liderava as estatísticas de rebotes da NBA com 14,4 rebotes por jogo e era cotado para ser o primeiro brasileiro no NBA All-Star Game, porém se lesionou em dezembro de 2012, ficando fora do restante da temporada. Em 2 de janeiro de 2014, marcou 18 pontos e pegou 25 rebotes contra o Orlando Magic, numa vitória do Cleveland Cavaliers por 87-81. Porém, mais um bom momento foi interrompido por uma grave lesão em dezembro de 2014.

#### Golden State Warriors
Em 18 de fevereiro de 2016, após 12 temporadas defendendo o Cleveland Cavaliers, Anderson foi envolvido numa troca entre o Cleveland Cavaliers, Orlando Magic e Portland Trail Blazers, sendo adquirido pelo time de Portland e dispensado na mesma data.
No dia 21 de fevereiro de 2016, Anderson foi anunciado como novo reforço do Golden State Warriors. Com isso, nessa temporada (2015-16), Anderson fez história ao tornar-se o primeiro jogador a ter defendido os dois finalistas da NBA em uma mesma temporada, já que o Golden State Warriors enfrentou seu ex-time, Cleveland Cavaliers e foi derrotado por 4-3 nas finais da NBA.
Em 3 de fevereiro de 2017, foi dispensado pelo Golden State Warriors após atuar em apenas 92 minutos num total de 14 jogos na temporada, com médias de 1,3 pontos e 1,9 rebotes, as piores de sua carreira. Ao final da temporada, o Golden State Warriors sagrou-se campeão da NBA e mesmo sendo dispensado pela equipe, Anderson recebeu o anel de campeão dos Warriors, mas oficialmente não foi considerado pela NBA.

### Flamengo
Após 16 temporadas longe do Brasil, Varejão assinou um contrato de 20 meses com o Flamengo no dia 17 de janeiro de 2018. Além de vencimentos fixos, Varejão tinha participação por conquistas em quadras e no departamento de marketing, já que o clube planejou trabalhar com o licenciamento de produtos com sua imagem. O impacto de seu retorno ao basquete brasileiro foi comemorado pelo presidente do NBB, João Fernando Rossi:
Usando a camisa de número 17, Varejão fez sua estreia pela equipe no dia 1 de fevereiro de 2018, ajudando a equipe a vencer o Campo Mourão na Arena Carioca 1, por 92 a 69. Pela equipe carioca, Anderson Varejão conquistou o NBB na temporada 2018-19, vencendo o Franca, seu primeiro clube profissional. Com essa conquista, ele concretizou sua meta e encerrou um ciclo vitorioso no Flamengo, onde anteriormente também ganhou o Campeonato Carioca e a Copa Super 8 em 2018. Após um ano e meio, ele decidiu deixar o rubro-negro, pois recusou a proposta de redução salarial em sua renovação de contrato. A diretoria desejava reduzir seu salário em 70%, o que deixou o atleta insatisfeito.

### Retorno ao Cleveland Cavaliers
Em 4 de maio de 2021, Varejão assinou um contrato de 10 dias para retornar ao Cleveland Cavaliers. O atleta estava parado desde 2019, quando deixou o Flamengo. Varejão encerrou sua carreira nos Cavs e assumiu uma nova função na franquia, atuando como consultor de desenvolvimento de atletas e embaixador global da equipe em 2023.

## Seleção Brasileira
Com a Seleção Brasileira, já ganhou vários títulos, inclusive o da Copa América de 2009 realizada em Porto Rico, sendo cotado inclusive para ganhar o prêmio de melhor jogador. Também participou dos Jogos Olímpicos de 2012, ficando em quinto lugar na competição após perder nas quartas de final para a Argentina. Nos Jogos Olímpicos de 2016, foi cortado devido a uma hérnia de disco, sendo substituído por Cristiano Felício do Chicago Bulls.

## Estilo de jogo
Varejão já recebeu inúmeras criticas por utilizar de um artifício que é conhecido como "flopping", que é simular faltas de ataque do adversário jogando seu corpo para trás. Por conta disso, ele foi eleito em 2011, o "mais malandro" pelos jogadores da NBA. Ian Thomsen, um colunista da Sports Illustrated, agrupou-o com outros jogadores estrangeiros, como Vlade Divac e Manu Ginóbili, como os jogadores que "tornaram famoso o flopping no basquete", tal qual os jogadores de futebol que mergulham no gramado. Essas "simulações" fizeram a NBA planejar uma nova regra: quem for pego simulando faltas, será multado em US$ 5 mil.

## Estatísticas na NBA

### Temporada regular
| Ano      | Equipe    | PJ  | PT  | MPJ  | AP   | 3P   | LL   | RT   | AS  | BR  | TO  | PPJ  |
| -------- | --------- | --- | --- | ---- | ---- | ---- | ---- | ---- | --- | --- | --- | ---- |
| 2004-05  | Cavaliers | 54  | 0   | 16.0 | .513 | .000 | .535 | 4.8  | 0.5 | 0.8 | 0.7 | 4.9  |
| 2005-06  | Cavaliers | 48  | 4   | 15.8 | .527 | .000 | .513 | 4.9  | 0.4 | 0.6 | 0.4 | 4.6  |
| 2006-07  | Cavaliers | 81  | 6   | 23.9 | .476 | .000 | .616 | 6.7  | 0.9 | 0.9 | 0.6 | 6.8  |
| 2007-08  | Cavaliers | 48  | 13  | 27.5 | .461 | .000 | .598 | 8.3  | 1.1 | 0.8 | 0.5 | 6.7  |
| 2008-09  | Cavaliers | 81  | 42  | 28.5 | .536 | .000 | .616 | 7.2  | 1.0 | 0.9 | 0.8 | 8.6  |
| 2009-10  | Cavaliers | 76  | 7   | 28.5 | .572 | .200 | .663 | 7.6  | 1.1 | 0.9 | 0.9 | 8.6  |
| 2010-11  | Cavaliers | 31  | 31  | 32.1 | .528 | .000 | .667 | 9.7  | 1.5 | 0.9 | 1.2 | 9.1  |
| 2011-12  | Cavaliers | 25  | 25  | 31.4 | .514 | .000 | .672 | 11.5 | 1.7 | 1.4 | 0.7 | 10.8 |
| 2012-13  | Cavaliers | 25  | 25  | 36.0 | .478 | .000 | .755 | 14.4 | 3.4 | 1.5 | 0.6 | 14.1 |
| 2013-14  | Cavaliers | 65  | 29  | 27.7 | .495 | .000 | .681 | 9.7  | 2.2 | 1.1 | 0.6 | 8.4  |
| 2014-15  | Cavaliers | 26  | 26  | 24.5 | .555 | .000 | .733 | 6.5  | 1.3 | 1.1 | 0.6 | 9.8  |
| 2015-16  | Cavaliers | 31  | 0   | 10.0 | .421 | .000 | .762 | 2.9  | 0.6 | 0.4 | 0.2 | 2.6  |
| 2015-16  | Warriors  | 22  | 0   | 8.5  | .438 | .000 | .552 | 2.3  | 0.7 | 0.2 | 0.2 | 2.6  |
| 2016-17  | Warriors  | 14  | 1   | 6.6  | .357 | .000 | .727 | 1.9  | 0.7 | 0.2 | 0.2 | 1.3  |
| 2020-21  | Cavaliers | 5   | 0   | 7.2  | .250 | .000 | .556 | 4.0  | 0.6 | 0.0 | 0.4 | 2.6  |
| Carreira | Carreira  | 632 | 209 | 23.9 | .509 | .023 | .630 | 7.2  | 1.2 | 0.8 | 0.6 | 7.2  |

### Playoffs
| Ano      | Equipe    | PJ | PT | MPJ  | AP   | 3P   | LL   | RT  | AS  | BR  | TO  | PPJ |
| -------- | --------- | -- | -- | ---- | ---- | ---- | ---- | --- | --- | --- | --- | --- |
| 2005-06  | Cavaliers | 13 | 0  | 18.3 | .620 | .000 | .703 | 4.5 | 0.2 | 0.7 | 0.2 | 6.8 |
| 2006-07  | Cavaliers | 20 | 0  | 22.4 | .511 | .000 | .563 | 6.0 | 0.6 | 1.0 | 0.6 | 6.0 |
| 2007-08  | Cavaliers | 13 | 0  | 18.5 | .407 | .000 | .429 | 5.2 | 0.7 | 0.6 | 0.1 | 4.1 |
| 2008-09  | Cavaliers | 14 | 14 | 30.0 | .500 | .000 | .682 | 6.4 | 0.6 | 1.3 | 1.1 | 6.9 |
| 2009-10  | Cavaliers | 11 | 0  | 23.2 | .417 | .000 | .742 | 6.5 | 0.6 | 1.0 | 0.8 | 5.7 |
| 2015-16  | Warriors  | 17 | 0  | 5.5  | .357 | .000 | .526 | 1.2 | 0.8 | 0.1 | 0.1 | 1.2 |
| Carreira | Carreira  | 88 | 14 | 19.2 | .488 | .000 | .618 | 4.8 | 0.6 | 0.8 | 0.5 | 5.0 |

## Prêmios e homenagens
- National Basketball Association:
  - NBA All-Defensive Team:
    - Segundo time: 2010;

### Recordes na NBA
- Pontos: 35 vs. Brooklyn Nets, 13 de novembro de 2012;
- Rebotes: 25 vs. Orlando Magic, 2 de janeiro de 2014;
- Assistências: 9 vs. Washington Wizards, 30 de outubro de 2012;
- Roubos de Bola: 5 vs. Orlando Magic, 28 de dezembro de 2010;
- Tocos: 5 vs. Charlotte Hornets, 29 de dezembro de 2010;

### Títulos
Franca
- Campeonato Pan-Americano: 1999
- Campeonato Brasileiro: 1998 e 1999
- Campeonato Paulista: 2000

Barcelona
- Euroliga: 2002-03
- Campeonato Espanhol: 2002-03 e 2003-04
- Copa da Espanha: 2003
- Supercopa da Espanha: 2004

Cleveland Cavaliers
- Conferência Leste: 2006-07 e 2014-15
- Divisão Central: 2008-09, 2009-10 e 2014-15

Golden State Warriors
- Conferência Oeste: 2015-16
- Divisão do Pacífico: 2015-16
- Campeão da NBA: 2016-17

Flamengo
- Campeonato Brasileiro: 2018-19
- Copa Super 8: 2018
- Campeonato Carioca: 2018

Seleção Brasileira
- Copa América de Basquetebol: 2005 e 2009
- Campeonato Sul-Americano: 2003
- Jogos Pan-Americanos: 2003

### Honrarias
- 2001 - Melhor Jogador do Campeonato Brasileiro[23]
- 2003 - Primeiro Brasileiro Campeão da Euroliga[24]
- 2007 - Primeiro Brasileiro Campeão da Conferência Leste da NBA[25]
- 2009 - Seleção da Copa América de Basquetebol[26]
- 2010 - Terceiro Lugar no Sexto Homem do Ano da NBA[27]
- 2010 - Nomeado ao NBA All-Defensive Second Team[28]
- 2016 - Primeiro Brasileiro Campeão da Conferência Leste e Oeste da NBA[29]
- 2016 - Primeiro Brasileiro em Três Finais da NBA[30]
- 2018 - Melhor Jogador do All-Star Game do Campeonato Brasileiro[31]